# Prostemmiulus interruptus
Prostemmiulus interruptus är en mångfotingart som beskrevs av Loomis 1936. Prostemmiulus interruptus ingår i släktet Prostemmiulus och familjen Stemmiulidae. Inga underarter finns listade i Catalogue of Life.